# Acaphylla acromia
Acaphylla acromia är en spindeldjursart som först beskrevs av Alfred Nalepa 1891.  Acaphylla acromia ingår i släktet Acaphylla, och familjen Eriophyidae. Arten är reproducerande i Sverige.